# Барац Леонід Григорович
Леонід Григорович Барац (* 18 липня 1971, Одеса, УРСР) — російський актор, режисер, сценарист. Один із засновників комічного театру «Квартет І». Відомий ролями у виставах «День радіо» і «День виборів», «Про що говорять чоловіки», «Про що ще говорять чоловіки». З акторами театру «Квартет І» знявся у фільмах: «День виборів», «День радіо», «Швидше, ніж кролики» тощо.

## Біографія
Батько: Григорій Ісакович Барац, журналіст. Мати: Зоя Ісаївна Барац, методист в дитячому садку.
У 1978 році навчався в одній з одеських шкіл разом з Ростиславом Хаїтом, який став його колегою в Квартеті І.
У 1993 році закінчив естрадний факультет ГІТІС, тоді художнім керівником був В. Коровін. На першому курсі познайомився з Олександром Демидовим, Камілем Ларіним та Сергієм Петрейковим. Після закінчення ГІТІСу Леонід, Ростислав, Каміль, Олександр і Сергій утворили комічний театр Квартет І.

### Сім'я
З 1991 і до 2015 року був одружений з актрисою Ганною Касаткіною (грає Аню у фільмі «День Радіо»), має двох дочок: Лізу (1994 року народження) і Єву (2003 року народження).

### Громадянська позиція
Брав участь в акціях протесту проти фальсифікації виборів у Росії в 2011 році. У грудні того ж року висловлювався проти прийнятого в Держдумі РФ «Закону Діми Яковлєва».